# Edgarosaurus
Edgarosaurus es un género extinto de plesiosaurios policotílidos que contiene solo a su especie tipo, E. muddi. El espécimen tipo fue encontrado en las rocas del Cretácico inferior (Albiense, hace unos 105 millones de años) en el estado de Montana en los Estados Unidos.

## Descripción

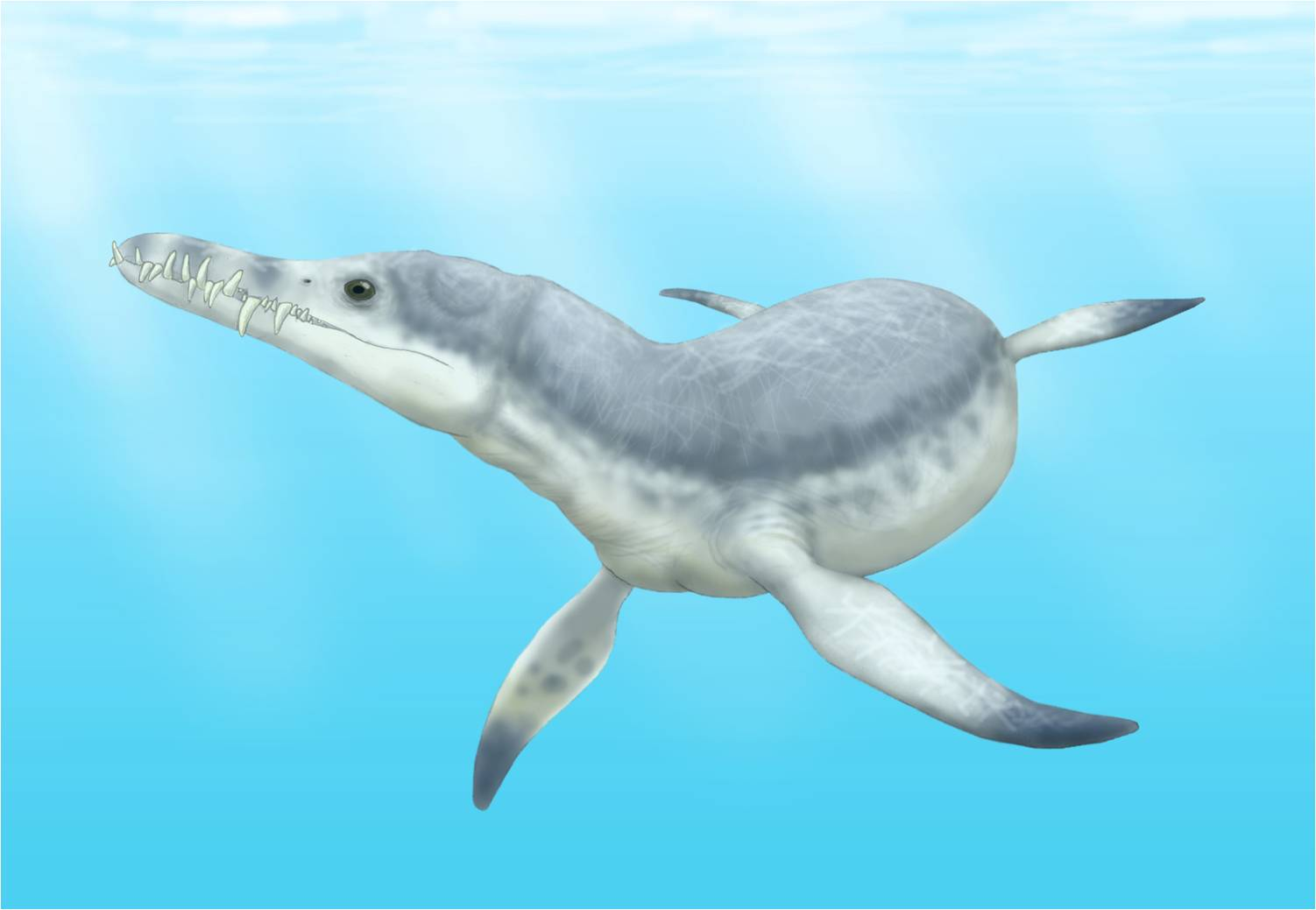
Recreación en vida.

Este animal es conocido gracias a un espécimen fósil que incluye un cráneo completo, numerosas vértebras y una extremidad anterior casi completa. Estos restos han permitido reconstruir un reptil acuático de talla relativamente modesta, con una longitud corporal de cerca de 3,5 metros, con un cuello relativamente corto y con un hocico grande armado con dientes largos y agudos. La extremidad anterior, al igual que en todos los plesiosaurios, estaban transformadas en una estructura similar a un remo para desplazarse en el agua. Con respecto a sus parientes cercanos, los policotílidos, Edgarosaurus poseía un rostro más corto y robusto, una apertura pineal en la parte superior del cráneo y un cuello algo más alargado, con 26 vértebras.

## Clasificación
Descrito por primera vez en 2002, este reptil marino fue encontrado en sedimentos de la formación geológica conocida como Thermopolis Shale, en el  Edgar en Montana. Durante el Cretácico, este lugar estaba recubierto por un mar interior somero denominado como el mar de Niobrara. Parece que Edgarosaurus formó parte de una radiación evolutiva de plesiosaurios de cuello corto, los policotílidos, los cuales eran de dimensiones reducidas y con una forma corporal particularmente hidrodinámica, sin parentesco cercano con el otro grupo de plesiosaurios de cuello corto, los pliosauroideos. Entre las características que comparten Edgarosaurus con los otros policotílidos, se encuentran los huesos del  paladar y las costillas, así como las falanges de la extremidad anteriores. Edgarosaurus probablemente era uno de los policotílidos más primitivos.